# 國立臺灣戲曲學院
國立臺灣戲曲學院（英語：National Taiwan College of Performing Arts，TCPA），簡稱為戲曲學院。是位於臺北市的國立技術學院，專精戲曲教學研究與人才培育，由復興劇校、國光藝校在1999年合併成立。設有京劇、民俗技藝、歌仔戲、客家戲、戲曲音樂及劇場藝術等學系，並附設高職部、國中部、國小部，為十二年一貫制的專業學校。設有京劇文物陳列館、實習與表演劇場，並有「京劇團」、「綜藝團」和「青年劇團」推廣傳統戲曲藝術。

## 沿革

### 前身

#### 復興劇藝實驗學校
1957年王振祖於臺北縣北投鎮（今臺北市北投區）溫泉路68號創立「復興劇藝實驗學校」（私立復興劇校）。
1968年改制隸屬教育部，更名國立復興戲劇實驗學校並遷往內湖，即今日戲曲學院內湖校區。

#### 國光劇藝實驗學校
1976年中華電視台成立「中華電視台藝術工作總隊」；之後改隸中國電影製片廠，變成「中國電影製片廠演藝人員訓練班」。
1981年7月1日中國電影製片廠演藝人員訓練班擴大為「國光劇藝實驗學校」（國光藝校），改隸中華民國國防部。設戲劇、音樂、舞蹈三科，採四年制高職學制。
1985年7月國防部將中華民國國軍三軍京劇隊附設劇藝實驗學校（即俗稱的小大鵬、小海光、小陸光）整合為「國光劇藝實驗學校國劇科」，維持原劇校「十年科班」傳統學制。
1995年7月國光劇藝實驗學校改隸中華民國教育部，與復興劇藝實驗學校同屬教育部社會教育司（今教育部終身教育司）主管。

### 合併成立
1999年7月國光劇藝實驗學校、復興劇藝實驗學校合併升格為「國立臺灣戲曲專科學校」。
2006年8月改制為「國立臺灣戲曲學院」，設置京劇學系、戲曲音樂學系、歌仔戲學系、綜藝舞蹈科、劇場藝術科及客家戲科。
2007年綜藝舞蹈科改制為民俗技藝學系，客家戲科改制為客家戲學系。

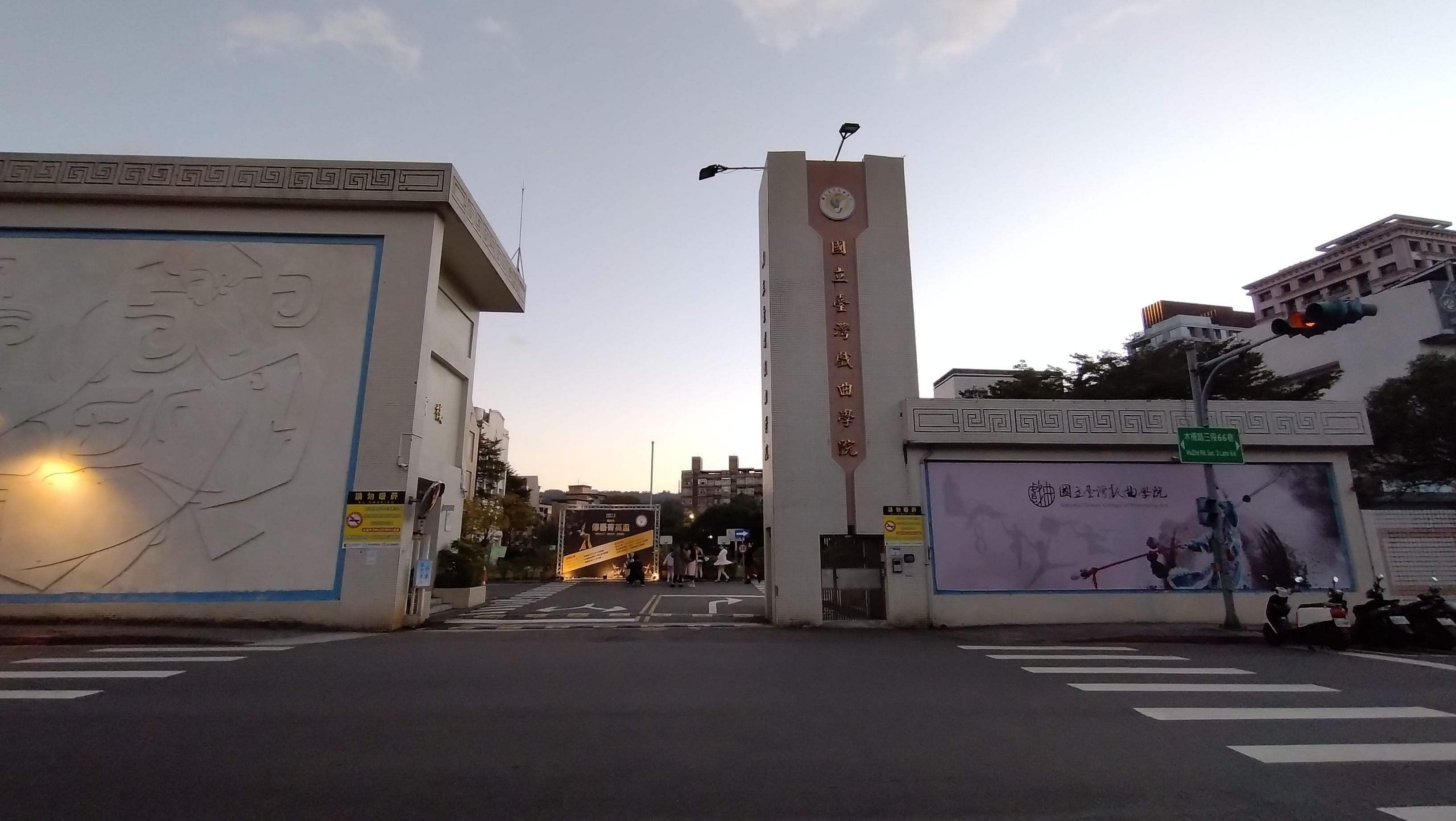
木柵校區校門

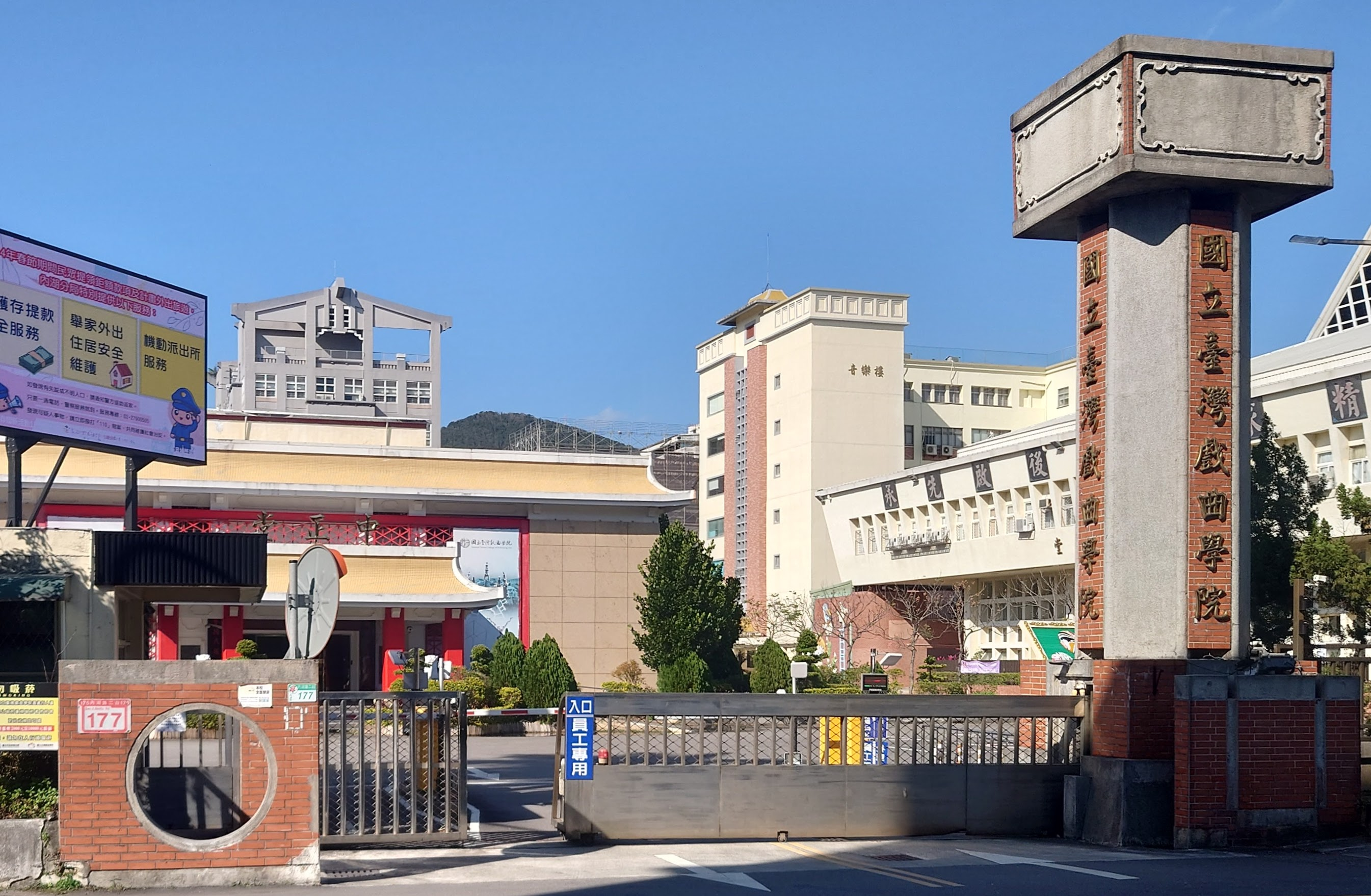
內湖校區正門

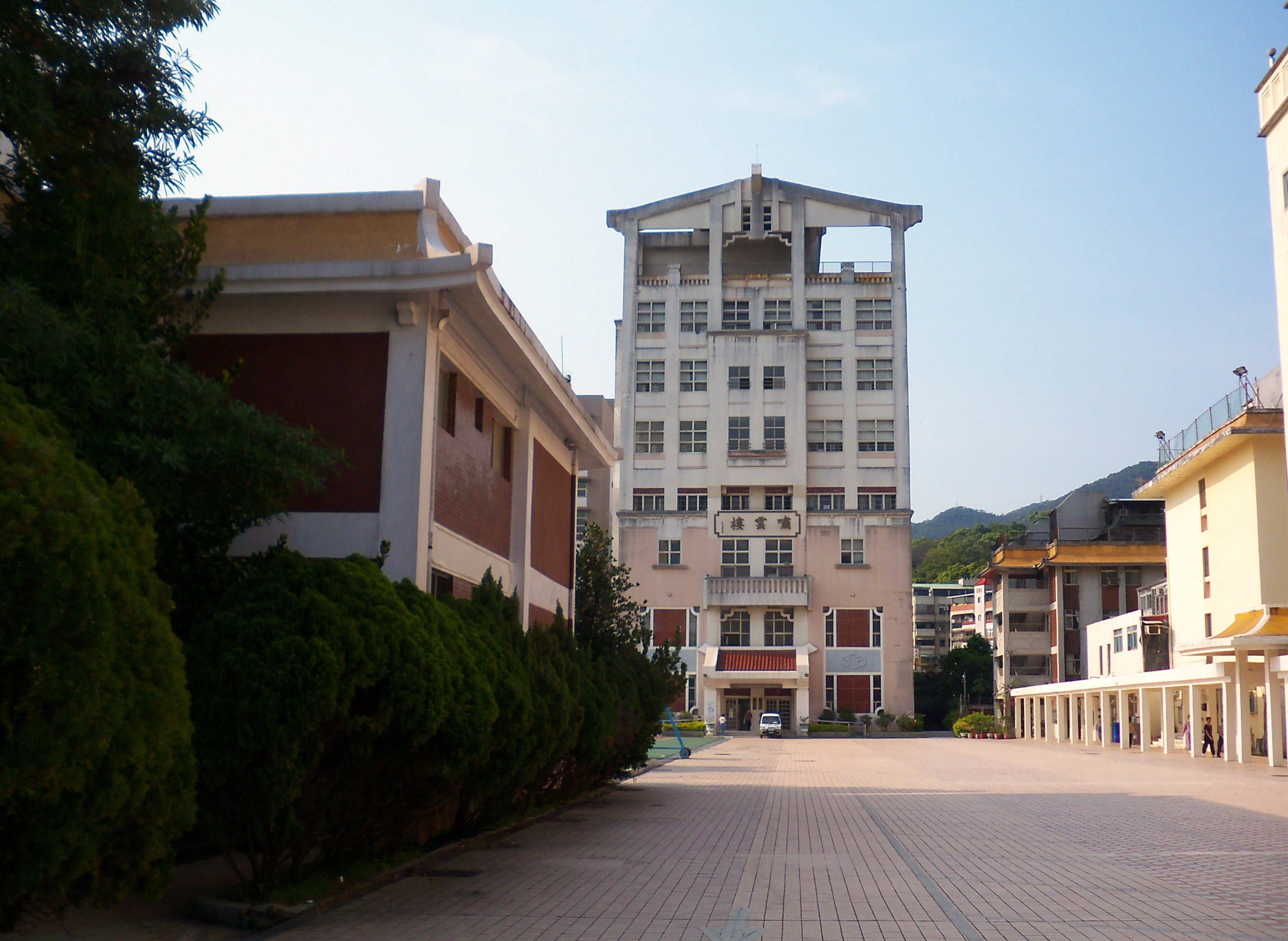
內湖校區嘯雲樓

2009年劇場藝術科改制為劇場藝術學系。

## 歷任校長
| 任別     | 姓名   | 任期                        | 備註 |
| -------- | ------ | --------------------------- | --- |
| 1        | 鄭榮興 | 2006年-2010年10月31日       | 曾擔任國立復興劇藝學校綜藝團團長（1993-1998）、歌仔戲科主任（1994-1997）、校長（1998-1999）等職，並於其任內改制為專科學校，擔任首任國立台灣戲曲專科學校校長（1999-2006），復於2006升格為戲曲學院，擔任首任國立台灣戲曲學院校長（2006-2010）。 |
| 代理校長 | 游素凰 | 2010年11月1日-2011年7月31日 | |
| 2        | 張瑞濱 | 2011年8月1日-2019年7月31日  | 2011年6月26日當選校長。 |
| 3        | 劉晉立 | 2019年8月1日-2023年7月31日  | 2019年5月31日當選校長。 |
| 4        | 李揚   | 2023年8月1日現任            | |

## 教學單位
| 教學單位 | 京劇學系     | 民俗技藝學系 |
| 教學單位 | 戲曲音樂學系 | 歌仔戲學系   |
| 教學單位 | 劇場藝術學系 | 客家戲學系   |
| 教學單位 | 通識教育中心 |              |

## 附設表演團體

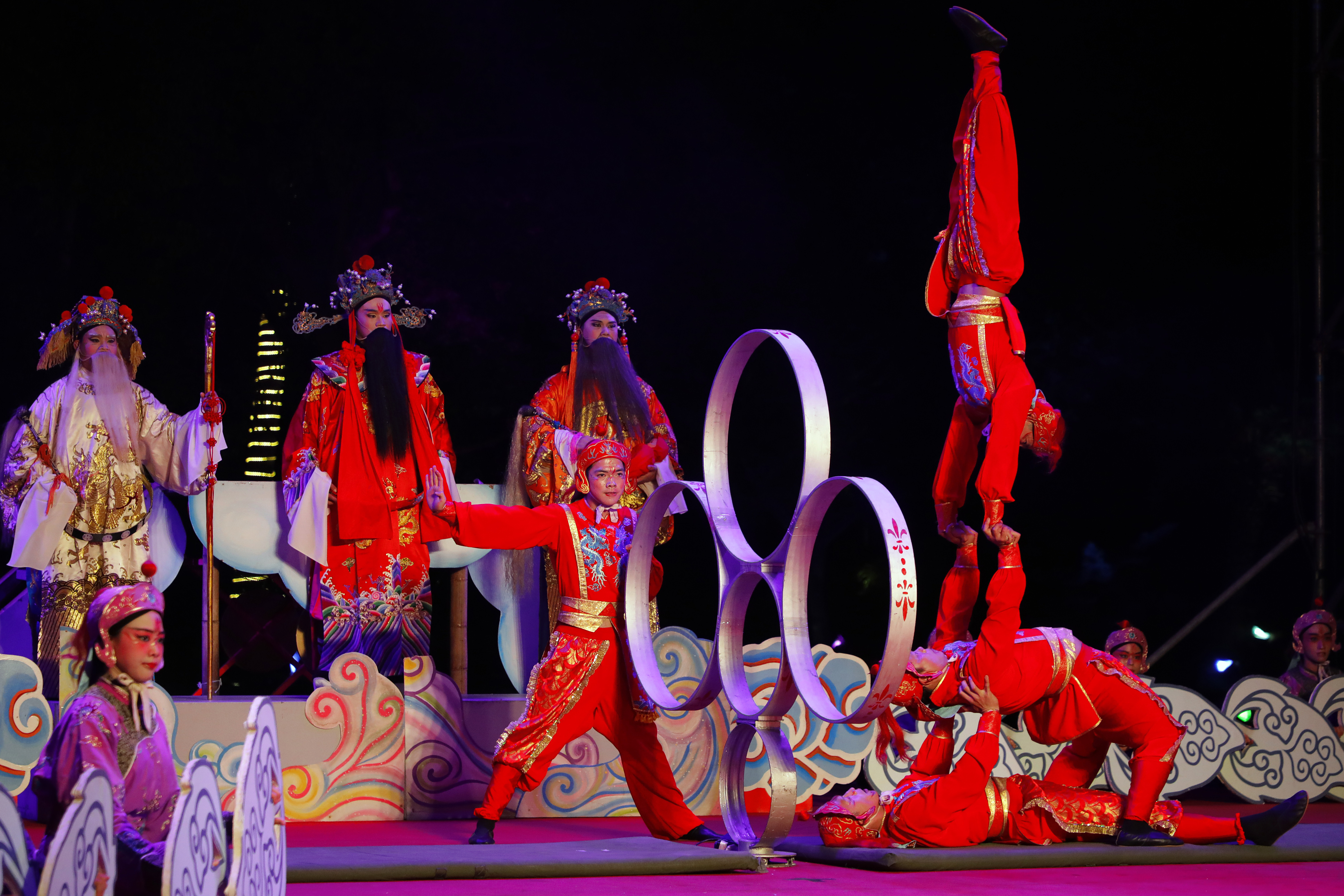
戲曲學院在2017年中華民國國慶酒會演出

- 復興京劇團[9]（原復興劇校附設京劇團）
- 臺灣特技團[10]
- 臺灣青年劇團[11]

## 爭議事件

### 體罰
2017年5月10日，戲曲排練進行中，客家戲學系專任教師李菄峻因細故對高職部女學生進行體罰，從監視器畫面中清晰可見，女學生遭掌摑、多次踢、踹，致使內傷，後李師在教評會後遭記一大過之處分。

### 性侵
教師李菄峻在2004年及2009年間性侵害5位學生，其中不乏未成年，遭解聘且終身不得聘任為教師。

### 性騷擾
教師王學彥在2023年因性騷擾女學生遭解聘。

### 吃案
針對李菄峻與王學彥二人之案件，臺灣戲曲學院處理不當、涉嫌「吃案」，導致二人持續接觸、侵害學生，監察院因而提出糾正案。

## 外部連結
- 國立臺灣戲曲學院 （页面存档备份，存于）